# Premis Cóndor de Plata
Els Premis Cóndor de Plata són uns premis cinematogràfics que es concedeixen a l'Argentina. El lliurament dels premis és organitzada per l'Asociación de Cronistas Cinematográficos de la Argentina (ACCA). El primer lliurament es va realitzar en 1943. Cada any es premia a les produccions de l'any anterior. Fins a l'edició de 2005 eren considerats els equivalents al Premi Óscar (els Estats Units), Premi Ariel (Mèxic) o als Premis Goya (Espanya), etcètera. A partir de 2006 són considerats els equivalents als Premis Globus d'Or (els Estats Units), Premis Feroz (Espanya), etcètera.

## Història
L'Associació de Cronistes Cinematogràfics de l'Argentina va ser fundada el 10 de juliol de 1942, amb la finalitat de "defensar els interessos professionals i propendir al desenvolupament social i cultural".
En gener de 1943 l'Associació va celebrar el primer lliurament dels premis a la producció cinematogràfica nacional de l'any anterior. En els seus inicis es tractava de dues plaquetes (millor pel·lícula nacional i millor estrangera) i set medalles d'or (director, actors, argument, adaptació). Els premis van recaure sobre La guerra gaucha (millor pel·lícula, millor director Lucas Demare, millor adaptació Ulises Petit de Murat i Homero Manzi), Malambo (millor argument Hugo Mac Dougall), El tercer beso (millor actriu Amelia Bence), Los chicos crecen (millor actor Arturo García Buhr), i Que verda era la meva vall (EUA, John Ford),i va haver-hi també un premi especial per a Dante Quinterno, pel curtmetratge d'animació en colors Upa en apuros. Des de llavors, els premis de la ACCA es lliuren anualment, encara que amb una llarga interrupció entre 1975 i 1981, després que la llista de pel·lícules i artistes nominats com els millors va coincidir amb la llista de prohibits per la censura del govern civil (1974-1976) i posteriorment per la dictadura militar que va posseir el poder fins a 1983. Alguns dels títols que competien en 1975 pels premis eren La tregua (12 nominacions), La Patagonia rebelde (7), Quebracho (6), Boquitas pintadas (5), Gente en Buenos Aires (3), El camino hacia la muerte del viejo Reales (2) i La Mary (1).
Pràcticament totes les pel·lícules més importants del cinema nacional han estat guardonades amb el Premi Còndor de Plata, sent reconegudes entre altres les realitzacions de Lucas Demare (La guerra gaucha, Su mejor alumno, Los isleros); Luis César Amadori (Albéniz, Dios se lo pague, Almafuerte); Mario Soffici (Celos, Barrio gris); Hugo del Carril (Las aguas bajan turbias, La Quintrala); Fernando Ayala (Los tallos amargos, El jefe, Paula cautiva, Plata dulce); Leopoldo Torre Nilsson (La caída, Martín Fierro, La maffia); Manuel Antín (Don Segundo Sombra); Leonardo Favio (Crónica de un niño solo, El romance del Aniceto y la Francisca, Juan Moreira, Gatica, el mono, Aniceto) i també films de Luis Puenzo, Fernando "Pino" Solanas, Alejandro Doria, Tristán Bauer, Adrián Caetano, Carlos Sorín, Eduardo Mignogna, Fabián Bielinsky, Alejandro Agresti, Adolfo Aristarain, Juan José Campanella.
Els premis es van lliurar per primera vegada el 10 de gener de 1943 a l'Alvear Palace Hotel i posteriorment també es va realitzar la cerimònia a Ambassadeurs, Savoy Hotel, Círculo de la Prensa, Cine Normandie, Cine Ocean, Hotel Nogaró, Hermitage Hotel, City Hotel, Los Dos Chinos, Complejo La Plaza, Teatro Maipo, Teatro Nacional Cervantes, Cine Gaumont, Estudi Major de Canal 7, Teatro Avenida i al Centro Cultural Kirchner.

## Categories

### Categories actuals
En la següent llista es troben els premis lliurats en la cerimònia més recent dels Premis Còndor de Plata, realitzada el dia 26 d'agost de 2019.
- Millor pel·lícula
- Millor director
- Millor actor protagonista
- Millor actriu protagonista
- Millor actor de repartiment
- Millor actriu de repartiment
- Millor sèrie i/o telefilme
- Millor curtmetratge
- Millor documental
- Millor direcció d'art
- Millor fotografia
- Millor guió original
- Millor guió adaptat
- Millor maquillatge i caracterització
- Millor muntatge
- Millor música original
- Millor cançó per a pel·lícula
- Millor opera prima
- Millor pel·lícula en llengua estrangera
- Millor pel·lícula iberoamericana
- Revelació masculina
- Revelació femenina
- Millor so
- Millor vestuari

### Categories anteriors
En la següent llista es troben alguns dels premis que van ser lliurats en edicions anteriors i que han estat descontinuados.
- Millor curtmetratge d'animació. Lliurat l'any 2005.
- Millor escenografia. Lliurat per última vegada l'any 1999.
- Millor guió de pel·lícula documental. Lliurat entre els anys 2005 i 2009.
- Innovació artística. Lliurat entre els anys 2009 i 2012.
- Millor pel·lícula d'animació. Lliurat en els anys 2001, 2003, 2005, 2007 i 2008.
- Millor pel·lícula estrangera. Es va lliurar fins a l'any 2005, quan es va dividir en les categories actuals de Millor pel·lícula iberoamericana i Millor pel·lícula en llengua estrangera.
- Millor videofilm. Lliurat entre els anys 2000 i 2008.

### Categories especials
- Premi Cóndor de Plata Honorífic.